# قداد الأعالي
قداد الأعالي (الاسم العلمي: Cricetulus alticola) هو نوع من الحيوانات يتبع جنس قداد قزمي من فصيلة الفأرية.